# Estadio de Copacabana

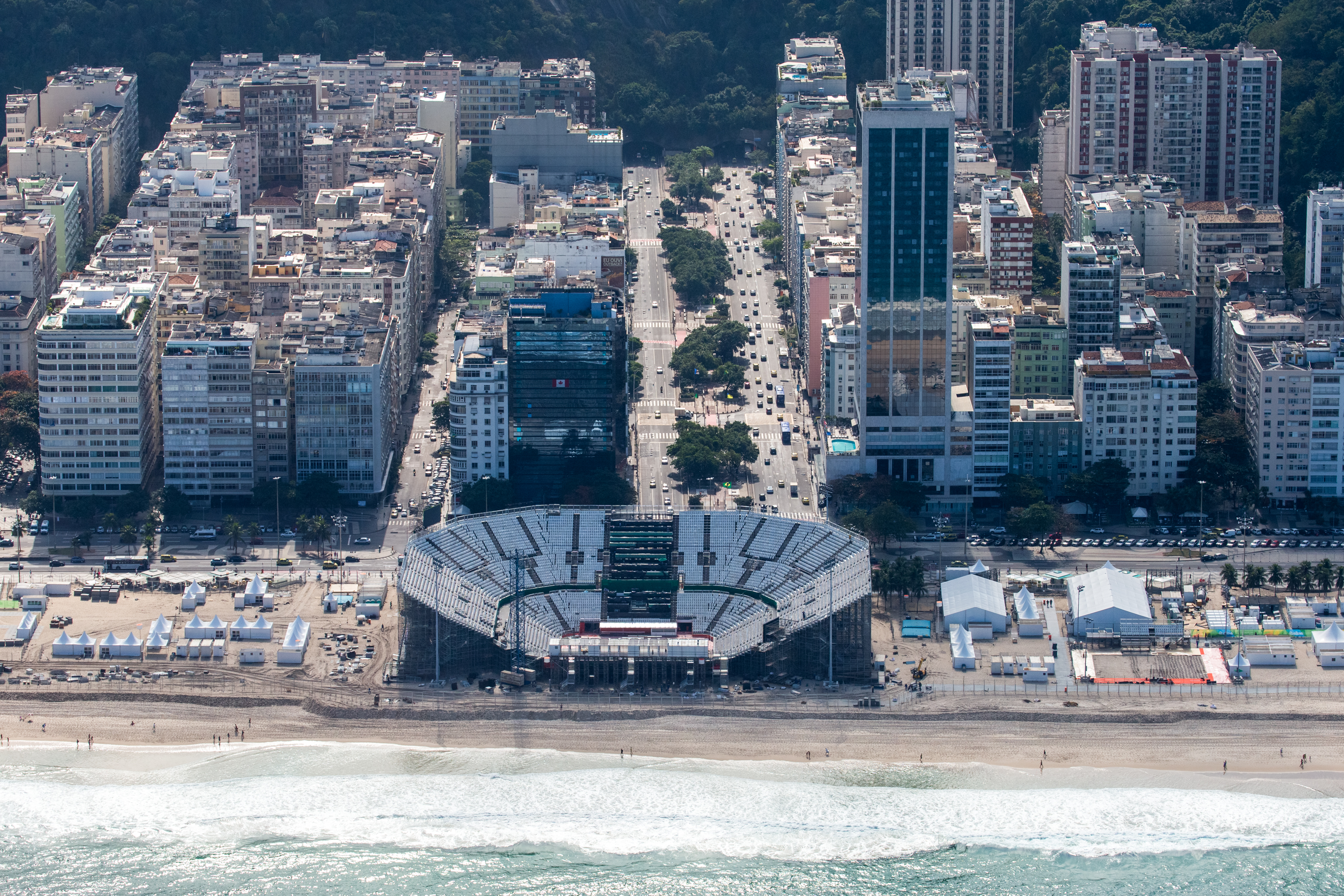
Estadio de Copacabana

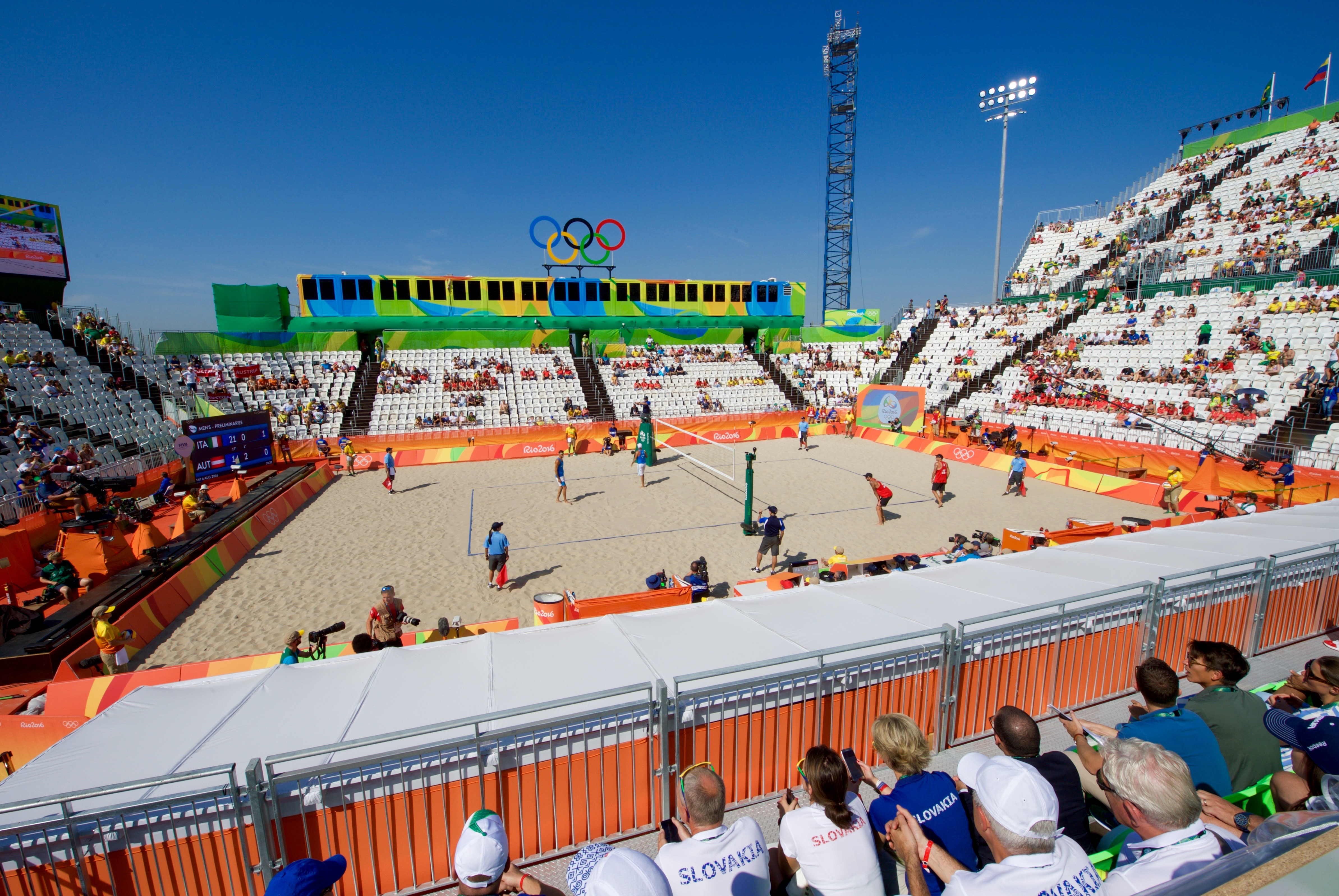
Estadio de Copacabana

El Estadio de Copacabana albergó los Juegos Panamericanos de 2007 en sus disciplinas de voleibol de playa, triatlón y competiciones de maratón acuático, manteniendo con la tradición de escenificar eventos deportivos nacionales e internacionales. Para el triatlón, la etapa de natación fue albergada al final de la playa – Posta 6 – el ciclismo y la maratón fueron realizados entre Posta 2 y Posta 6. El maratón de natación utilizó la misma estructura de triatlón. Los partidos de voleibol de la playa fueron disputados en el Estadio de Copacabana en la Posta 2.
Para los Juegos Olímpicos de Río de Janeiro 2016, fue sede del voleibol de playa.